# María del Refugio García
María del Refugio García née en 1889 et morte en 1973, est une professeure, féministe, suffragette et activiste pour les droits des femmes au Mexique.

## Jeunesse
María del Refugio García est née dans la région des lacs d'Uruapan au Mexique. Son père est médecin du village. Elle a fait son premier discours aux paysans, alors qu'elle n'est encore qu'une petite fille. Elle exhorte son auditoire à se défendre contre la tyrannie du dictateur, le président Porfirio Díaz. Elle commence ainsi à acquérir une réputation d'oratrice radicale.

## Politique
María del Refugio García est une pionnière du mouvement féministe mexicain. Elle fait partie d'un groupe de femmes et d'intellectuelles qui créent plusieurs organisations au Mexique, dont le Conseil national des femmes fondé au mois d'octobre 1919. Au sein de ce groupe, on trouve Elena Torres Cuéllar, Evelyn T. Roy, Thoberg de Haberman, Juana Belem Gutiérrez de Mendoza et Estela Carrasco.
Lors du premier congrès mexicain tenu à Mexico en 1934, Maria del Refugio García soutient la pensée marxiste selon laquelle la prostitution est causée par la pauvreté et ne peut être éradiquée tant qu'un système capitaliste prévaut. Elle appelle à des campagnes populaires pour améliorer les conditions de vie dans lesquelles les gens vivent, dans l'objectif d'éduquer les femmes. María del Refugio García pense que l'estime de soi ne peut être obtenu que par un salaire égal pour un travail égal. Elle considère également que  si les femmes avaient accès à une nourriture moins chère, un logement public, des garderies, une école gratuite, des manuels et des repas scolaires, alors elles n'auraient pas besoin de se prostituer.
María del Refugio García contribue régulièrement à Machete, le journal du Parti communiste mexicain.
Le 11 octobre 1935, elle participe à la création du Front unique pour les droits des femmes, où elle exerce la fonction de secrétaire générale,. Elle travaille avec des groupes radicaux en faveur du droit de vote des femmes et le droit de se porter candidate aux élections - elles appellent à des amendements au code civil qui permettraient aux femmes l'égalité des droits politiques. Elles plaident également pour que le code agraire soit modifié et permette aux femmes de demander des concessions territoriales au gouvernement. Elle aborde les droits des travailleuses en appelant à ce que toutes les femmes se voient octroyer un congé maternité, que les femmes autochtones soient encouragées à prendre leur place dans la société et la politique, et que les femmes sans emploi soient aidées par la création d'un centre de travail. À son apogée, le Front unique comptait 50 000 femmes, regroupant plus de 800 groupes différents de femmes.

## Élection de 1937
En 1937, les féministes mexicaines contestent le libellé de la Constitution concernant les personnes éligibles à la citoyenneté - la Constitution ne spécifie pas «hommes et femmes».
María del Refugio García, se présente aux élections des députés, comme candidate pour son district d'origine et pour le Parti National Révolutionnaire à la Chambre des députés mexicaine - conjointement a  Soledad Orozco  pour l'état de Tabasco, au Mexique, . Elle remporte une victoire retentissante, mais n'est pas autorisée à prendre son siège car le gouvernement doit d'abord modifier la Constitution. En réponse, María del Refugio García entame une grève de la faim pendant 11 jours en août 1937, devant la résidence du président Lázaro Cárdenas à Mexico. Lázaro Cárdenas répond en promettant de modifier l'article 34 de la Constitution en septembre. En décembre, l'amendement est adopté par le Congrès et les femmes obtiennent la pleine citoyenneté. Cependant, le vote des femmes au Mexique n'est accordé qu'en 1958.

## Enseignement
María del Refugio García enseigne à l'école agricole La Huerta, où elle donne des séminaires sur le matérialisme scientifique et d'autres doctrines radicales.

## Mort et héritage
María del Refugio García est l'une des femmes les plus populaires au Mexique. Malgré ses campagnes très médiatisées, elle décède, probablement sans ressources, dans les années 1970. Aujourd'hui, son nom apparaît principalement dans des livres spécialisés sur l'histoire mexicaine du début du XXe siècle.
María del Refugio García fait partie des femmes citées dans l’œuvre féministe The Dinner Party de Judy Chicago réalisée de 1974 à 1979.